# Kastaniés (Évros)
Kastaniés, en grec moderne : Καστανιές, est un village du dème d'Orestiáda, dans le district régional de l'Évros, en Macédoine-Orientale-et-Thrace, en Grèce. 
La localité appartient au district municipal de Výssa et constitue l'une des communautés municipales. Selon le recensement de 2021, elle compte 698 habitants.
Le village est à la frontière entre la Grèce et la Turquie.